# Troy (illustrateur)
Pour les articles homonymes, voir Troy (homonymie).
Pour les articles ayant des titres homophones, voir Troie (homonymie), Trois et Troyes.
André Troy, mieux connu sous le simple nom de Troy, né au XXe siècle, est un illustrateur et affichiste français.

## Biographie
La chronologie de ses œuvres (voir ci-dessous) montre qu'André Troy a été actif des années 1930 à 1950. Il est connu pour avoir illustré diverses couvertures de livres ou de brochures (programmes, etc.), dont au moins quatre volumes de la célèbre collection de science-fiction « Le Rayon fantastique » en 1953 et 1954,. Il est également l'auteur de nombreuses affiches de cinéma dans les années 1940-1950.
Signature
André Troy signe ses œuvres du simple nom de TROY, écrit en petites capitales (voir illustration).

## Œuvres

### Couvertures
Brochures diverses
- Programme du Châtelet, 1937, Le tour du monde en 80 jours, d'Adolphe Dennery et Jules Verne, Publications Willy Fischer, Paris, 1937; couverture illustrée en couleur (noir, bleu et blanc)[5].

Le Rayon fantastique
- N° 20, L'Enfant de la science, par Robert Heinlein, 1953.
- N° 23, Ceux de nulle part, par Francis Carsac, 1954.
- N° 24, La Curée des astres par Edward H. Smith, 1954.
- N° 25, Marionnettes humaines par Robert Heinlein, 1954

### Affiches de cinéma
- Six petites filles en blanc d'Yvan Noé, Védis, 1943[6].
- L'Honorable Catherine de Marcel L'Herbier, Védis, 1943[7], 1945[8].
- Le Carrefour des enfants perdus, de Léo Joannon, Védis, 1944[9],[10].
- Un de nos avions n'est pas rentré, C.D.F., 1945[11], 1946[12] [version française de One of our aircraft is missing de Michael Powell, 1942][10].
- Ils étaient neuf, C.D.F., 1945 [version française de Nine men de Harry Watt, 1943][13].
- La victoire du désert, C.D.F., 1945 [version française de  Desert victory de Roy Boulting, 1943][14].
- Surface à vingt heures, C.D.F., 1945 [version française de Close Quarters de Jack Lee, 1943][15].
- Un jour de guerre en URSS, 1945[16].
- Les Gueux au paradis de René Le Hénaff, C.P.L.F., 1946[17],[10].
- La victoire de France, Gaumont, 1946[18].